# Isabel Coixet
Isabel Coixet (Sant Adrià de Besòs, Barcelona, 9 de abril de 1960) é uma diretora de cinema espanhola.

## Biografia
Nasceu em Sant Adrià de Besòs, Barcelona. Estudou História Contemporânea na Universidade de Barcelona e trabalhou como jornalista na revista Fotogramas. Seu interesse pela imagem a aproxima do mundo do cinema. Isabel desempenha diversos trabalhos no campo da publicidade e cria sua própria produtora. Anos mais tarde, decidida a filmar seu primeiro longa-metragem, muda-se para os Estados Unidos e roda Cosas que nunca te dije (1996). 
Isabel é bastante conhecida no meio publicitário e dirige anúncios por todo o mundo. Desempenhou vários cargos em diversas agências publicitárias ganhando vários prêmios por seus trabalhos na área. 
Em 2003, a carreira de Isabel Coixet tomou uma expansão internacional com o drama íntimo Mi vida sin mi, adaptado de um romance de Nancy Kincaid. Sarah Polley faz o papel de Anne, uma jovem mãe que opta por não dizer a sua família que ela sofre de um câncer incurável. A co-produção hispano-canadense chamou a atenção dos críticos no Festival de Berlim e foi nomeado para um Urso de Ouro.
Seu filme, La vida secreta de las palabras (2005), filmado em Madrid e Belfast, com Tim Robbins e Sarah Polley, recebeu inúmeros prêmios, incluindo quatro Premios Goya de Melhor roteiro original, Melhor diretor, Melhor filme e Melhor diretor de produção.
Seu filme Map of the Sounds of Tokyo, com Rinko Kikuchi e Sergi López, foi selecionado na competição oficial do Festival de Cannes de 2009.

## Filmografia
- Mira y verás (1984) - curta-metragem
- Demasiado viejo para morir joven (1989)
- Cosas que nunca te dije (1996)
- A los que aman (1998)
- Mi vida sin mi]] (2003)
- Viaje al corazón de la tortura (2003) - documentário
- ¡Hay motivo! (2004) - episódio La insoportable levedad del carrito de la compra
- La vida secreta de las palabras (2005)
- Paris, je t'aime (2006) - episodio Bastille
- Invisibles (2007) - episódio Cartas a Nora
- Elegy (2008)
- Map of the Sounds of Tokyo (2009)
- Aral. El mar perdido (2010)
- Escuchando al Juez Garzón (2011)
- Marea Blanca (2012)
- Ayer no termina nunca (2013)
- Another Me (2013)
- Learning to Drive (2014)
- Nobody Wants the night (2015)
- Talking about Rose. Prisoner of Hissène Habré  (2015)
- Un corazón roto no es como un jarrón roto o un florero (2016) - curta-metragem
- Spain in a Day (2016)
- The Bookshop (2017)
- Elisa Y Marcela (2019)

## Prêmios
- Premio Nacional de Cine y Audiovisual de Cataluña (2002) por Mi vida sin mi.
- Premio Ojo Crítico de Cine em sua XIV edição por Mi vida sin mi, por sua sinceridade e sensibilidade da linguagem cinematográfica.

### Premios Goya
| Ano  | Filme                            | Categoria                                                      | Resultado |
| ---- | -------------------------------- | -------------------------------------------------------------- | --------- |
| 2018 | La librería                      | Melhor diretor                                                 | Venceu    |
| 2018 | La librería                      | Melhor roteiro adaptado                                        | Venceu    |
| 2016 | Nadie quiere la noche            | Melhor diretor                                                 | Indicado  |
| 2016 | Nadie quiere la noche            | Melhor filme                                                   | Indicado  |
| 2012 | Escuchando al juez Garzón        | Melhor filme de documentário                                   | Venceu    |
| 2007 | Invisibles                       | Melhor filme de documentário (dividido com outros 4 diretores) | Venceu    |
| 2005 | La vida secreta de las palabras  | Melhor diretor                                                 | Venceu    |
| 2005 | La vida secreta de las palabras  | Melhor roteiro original                                        | Venceu    |
| 2003 | Mi vida sin mi                   | Melhor diretor                                                 | Indicado  |
| 2003 | Mi vida sin mi                   | Melhor roteiro adaptado                                        | Venceu    |
| 1997 | Cosas que nunca te dije          | Melhor roteiro original                                        | Indicado  |
| 1989 | Demasiado viejo para morir joven | Melhor diretor estreante                                       | Indicado  |

### Premios Butaca
| Ano  | Categoria            | Filme                           | Resultado |
| ---- | -------------------- | ------------------------------- | --------- |
| 2006 | Melhor filme catalão | La vida secreta de las palabras | Venceu    |
| 2003 | Melhor filme catalão | Mi vida sin mí                  | Venceu    |

### Festival de Berlim
| Ano  | Categoria  | Filme          | Resultado |
| ---- | ---------- | -------------- | --------- |
| 2008 | Oso de Oro | Elegy          | Indicado  |
| 2003 | Oso de Oro | Mi vida sin mí | Indicado  |

### Festival de Cannes
| Ano  | Categoria    | Filme                      | Resultado |
| ---- | ------------ | -------------------------- | --------- |
| 2009 | Palma de Oro | Map of the sounds of Tokio | Indicado  |